# Sinar Saudara
Sinar Saudara is een bestuurslaag in het regentschap Tanggamus van de provincie Lampung, Indonesië. Sinar Saudara telt 1152 inwoners (volkstelling 2010).